# Contreras
Contreras – gmina w Hiszpanii, w prowincji Burgos, w Kastylii i León, o powierzchni 38,12 km². W 2011 roku gmina liczyła 98 mieszkańców.